# Blackrock Ridge
Blackrock Ridge (frei aus dem Englischen übersetzt Schwarzfelsenkamm) ist ein Gebirgszug aus schwarzem Fels im Zentrum der westantarktischen Seymour-Insel. Mit westsüdwestlich-ostnordöstlicher Ausrichtung ragt er 2,5 km nördlich des Penguin Point auf.
Die deskriptive Benennung als Filo Negro ist in Kartenmaterial enthalten, das im Zuge einer argentinischen Forschungskampagne im Jahr 1978 entstand. Diese Benennung wurde vom Advisory Committee on Antarctic Names und dem UK Antarctic Place-Names Committee in abgewandelter Form ins Englische übertragen, um Verwechslungen mit dem Black Ridge in der Deep Freeze Range des ostantarktischen Viktorialands zu vermeiden.